# Rio Fundu Văii (Ialomicioara)
O Rio Fundu Văii é um rio da Romênia, afluente do Pietricica, localizado no distrito de Dâmboviţa.